# Achrymowce
Achrymowce is een plaats in het Poolse district  Sokólski, woiwodschap Podlachië. De plaats maakt deel uit van de gemeente Kuźnica en telt 100 inwoners.